# Liste des clochers-murs du Cantal
Cet article recense les édifices religieux du Cantal, en France, munis d'un clocher-mur.

## Liste
| Édifice                                     | Commune                   | Notes                                                                                          | Coordonnées                      | Photo |
| ------------------------------------------- | ------------------------- | ---------------------------------------------------------------------------------------------- | -------------------------------- | ----- |
| Église Saint-Pierre                         | Antignac                  | Chœur roman, 3 cloches ; Inscrit MH (1976)                                                     | 45° 20′ 30″ nord, 2° 32′ 44″ est |       |
| Église Saint-Georges                        | Bassignac                 | Église romane, prieuré attesté au début du Xe siècle                                           | 45° 19′ 02″ nord, 2° 24′ 28″ est |       |
| Église Saint-Jacques                        | Bassignac                 | Classé MH (1972)                                                                               | 45° 17′ 51″ nord, 2° 23′ 15″ est |       |
| Église Saint-Avit                           | Carlat                    | Église romane du XIIIe siècle ; Classé MH (1987)                                               | 44° 53′ 18″ nord, 2° 33′ 49″ est |       |
| Église Saint-Barthélemy                     | Chalinargues              | Église romane du XIIe siècle, 4 cloches ; Inscrit MH (1925)                                    | 45° 09′ 15″ nord, 2° 55′ 58″ est |       |
| Église Sainte-Madeleine                     | Chalinargues              |                                                                                                | 45° 10′ 39″ nord, 2° 56′ 13″ est |       |
| Église Notre-Dame                           | Champagnac                | Église romane du XIIe siècle ; Inscrit MH (1927)                                               | 45° 21′ 26″ nord, 2° 23′ 50″ est |       |
| Église Saint-Victor-et-Sainte-Madeleine     | Chastel-Marlhac           | Église romane du XIIe siècle ; Inscrit MH (1963)                                               | 45° 19′ 21″ nord, 2° 30′ 57″ est |       |
| Église Saint-Barthélemy                     | Crandelles                | Église romane du XIIe siècle                                                                   | 44° 57′ 34″ nord, 2° 20′ 32″ est |       |
| Église Saint-Cirgues                        | Dienne                    | Église romane du XIIIe siècle ; Classé MH (1944)                                               | 45° 09′ 31″ nord, 2° 47′ 09″ est |       |
| Église Saint-Jean-Baptiste                  | Escorailles               | Ancienne chapelle castrale, église romane du XIIe siècle                                       | 45° 10′ 25″ nord, 2° 19′ 47″ est |       |
| Église de la Nativité-de-la-Vierge          | Girgols                   | Église romane du XIIe siècle ; Classé MH (1982)                                                | 45° 02′ 20″ nord, 2° 28′ 49″ est |       |
| Église Saint-Blaise                         | Glénat                    | Église                                                                                         | 44° 54′ 06″ nord, 2° 10′ 53″ est |       |
| Église Notre-Dame-de-l'Assomption           | Jou-sous-Monjou           | Église romane du XIIe siècle ; Classé MH (1925)                                                | 44° 56′ 18″ nord, 2° 39′ 51″ est |       |
| Église Saint-Martin                         | Laroquebrou               | Classé MH (1914)                                                                               | 44° 58′ 04″ nord, 2° 11′ 26″ est |       |
| Église Saint-Rémi                           | Lascelle                  | Église romane du XIIe siècle ; Classé MH (1930)                                                | 45° 01′ 21″ nord, 2° 34′ 30″ est |       |
| Église Saint-Sébastien                      | Lorcières                 | Église du XVIe siècle ; Inscrit MH (1986)                                                      | 44° 57′ 28″ nord, 3° 16′ 32″ est |       |
| Église Saint-Saturnin                       | Marmanhac                 | Église romane ; Inscrit MH (1992)                                                              | 45° 00′ 13″ nord, 2° 28′ 59″ est |       |
| Église Saint-Géraud                         | Montvert                  | Église romane du XIIe siècle ; Classé MH (1921)                                                | 44° 59′ 40″ nord, 2° 09′ 38″ est |       |
| Chapelle Saint-Antoine de Chastel-sur-Murat | Murat                     | Classé MH (1947)                                                                               | 45° 07′ 24″ nord, 2° 51′ 19″ est |       |
| Église Saint-Pierre-aux-Liens               | Narnhac                   | Clocher mur, mais pas à peigne.                                                                | 44° 55′ 44″ nord, 2° 46′ 44″ est |       |
| Église Sainte-Madeleine                     | Neussargues en Pinatelle  | Église romane, 4 cloches                                                                       | 45° 07′ 42″ nord, 2° 58′ 36″ est |       |
| Chapelle Notre-Dame                         | Paulhenc                  | Chapelle castrale du château de Turlande, attestée au XIIIe siècle ; Inscrit MH (1996)         | 44° 52′ 35″ nord, 2° 49′ 34″ est |       |
| Église Saint-Victor                         | Polminhac                 | Église romane du XIIIe siècle ; Inscrit MH (1927)                                              | 44° 57′ 05″ nord, 2° 34′ 34″ est |       |
| Église Saint-Laurent                        | Reilhac                   | Église romane du XIIe siècle ; Inscrit MH (1968)                                               | 44° 58′ 24″ nord, 2° 25′ 19″ est |       |
| Église Saint-Gal                            | Roffiac                   | Église du XIe siècle, succède à une ancienne chapelle castrale Saint-Michel ; Classé MH (1921) | 45° 03′ 08″ nord, 3° 02′ 23″ est |       |
| Église Saint-Bonnet                         | Saint-Bonnet-de-Salers    | Église romane du XIIe siècle ; Inscrit MH (2003)                                               | 45° 09′ 38″ nord, 2° 27′ 13″ est |       |
| Église Saint-Cernin                         | Saint-Cernin              | Église romane du XIIe siècle ; Inscrit MH (1927)                                               | 45° 03′ 33″ nord, 2° 25′ 17″ est |       |
| Église Saint-Cyr-et-Sainte-Juliette         | Saint-Cirgues-de-Jordanne | Église romane du XIIe siècle ; Inscrit MH (1986)                                               | 45° 01′ 40″ nord, 2° 34′ 52″ est |       |
| Église Saint-Clément                        | Saint-Clément             | Église romane ; Inscrit MH (1990)                                                              | 44° 58′ 29″ nord, 2° 39′ 41″ est |       |
| Église Saint-Étienne                        | Saint-Étienne-Cantalès    |                                                                                                | 44° 56′ 55″ nord, 2° 13′ 32″ est |       |
| Église Saint-Étienne                        | Saint-Étienne-de-Carlat   | Église romane du XIIIe siècle ; Inscrit MH (1990)                                              | 44° 54′ 15″ nord, 2° 34′ 28″ est |       |
| Église Saint-Étienne-et-Saint-Clair         | Saint-Étienne-de-Chomeil  | Église romane du XIIIe siècle ; Inscrit MH (1993)                                              | 45° 20′ 34″ nord, 2° 36′ 06″ est |       |
| Église Saint-Gérons                         | Saint-Gérons              | Église romane à chevet plat                                                                    | 44° 57′ 06″ nord, 2° 13′ 01″ est |       |
| Église de la Salvetat                       | Saint-Mamet-la-Salvetat   | Inscrit MH (1980)                                                                              | 44° 50′ 11″ nord, 2° 20′ 31″ est |       |
| Église Saint-Victor                         | Saint-Victor              | Ancienne chapelle castrale, église romane du XIIIe siècle                                      | 45° 00′ 34″ nord, 2° 16′ 58″ est |       |
| Église Saint-Pantaléon                      | Salins                    | Église romane du XIe siècle ; Inscrit MH (2010)                                                | 45° 11′ 29″ nord, 2° 23′ 30″ est |       |
| Église Saint-Sauveur                        | Sansac-de-Marmiesse       | Église du XIIIe siècle ; Inscrit MH (1927)                                                     | 44° 52′ 57″ nord, 2° 20′ 54″ est |       |
| Église Saint-Martin                         | Sauvat                    | Église romane du XIIe siècle ; Inscrit MH (1968)                                               | 45° 18′ 59″ nord, 2° 26′ 35″ est |       |
| Église Saint-Martin                         | Siran                     | Église du XVIIIe siècle                                                                        | 44° 57′ 15″ nord, 2° 07′ 38″ est |       |
| Église Saint-Julien                         | Ussel                     | Église romane attestée au Xe siècle ; Inscrit MH (1968)                                        | 45° 04′ 47″ nord, 2° 56′ 07″ est |       |
| Église Saint-Maurice-et-Saint-Louis         | Vebret                    | Église romane du XIe siècle ; Classé MH (1930)                                                 | 45° 20′ 20″ nord, 2° 31′ 13″ est |       |
| Église Saint-Laurent                        | Le Vigean                 | Inscrit MH (1968)                                                                              | 45° 13′ 36″ nord, 2° 21′ 12″ est |       |
| Église du Cœur-Immaculé-de-Marie            | Le Vigean                 | Église romane du XIIIe siècle                                                                  | 45° 11′ 19″ nord, 2° 21′ 11″ est |       |
| Église Saint-Jean-Baptiste                  | Virargues                 | Église romane du XIIIe siècle ; Inscrit MH (1985)                                              | 45° 07′ 27″ nord, 2° 54′ 41″ est |       |
| Église Saint-Sulpice-et-Saint-Roch          | Vézac                     |                                                                                                | 44° 53′ 24″ nord, 2° 31′ 04″ est |       |
| Église Saint-Georges                        | Ydes                      | Église romane du XIIe siècle ; Classé MH (1862)                                                | 45° 20′ 10″ nord, 2° 27′ 17″ est |       |